# Locomotiva kkStB 270
La locomotiva 270 della kkStB era una locomotiva a vapore con tender, alimentata a carbone, progettata per la trazione di treni merci.

## Storia
I progetti della locomotiva vennero approntati intorno al 1915, dal professore Johann Rihošek dell'Ufficio costruzioni delle kkStB, allo scopo di migliorare le prestazioni ottenute con il precedente progetto della locomotiva 170.
La produzione ebbe inizio in pieno periodo bellico e si prolungò ben oltre fino al 1930.
Le prime 2 locomotive furono consegnate nel 1917 dalla fabbrica di macchine Boemo-Morava e in seguito al positivo risultato dei collaudi questa ricevette, assieme alla Breitfeld-Daněk, l'ordinativo per produrne ulteriori 89 unità. Alla fine della guerra ne erano state prodotte 27 unità, all'inizio fornite dai produttori austriaci Wiener Neustadt e Floridsdorf, ma entro lo scioglimento delle kkStB, avvenuto il 11 novembre 1918, ne erano state immatricolate come kkStB 270 soltanto le unità da 01 a 07. Le successive, pur previste in origine da immatricolare come kkStB 270, rivettero gradualmente le sigle e le numerazioni delle nuove reti costituitesi in seguito alla fine del conflitto. Nel dopoguerra la produzione della macchina venne avviata in serie e, nel 1922, ne risultava un totale di 100 unità in servizio. In ragione della riparazione dei danni di guerra la produzione venne comunque orientata verso forniture ai vari stati esteri da risarcire.
Parte della serie 270 rimase, dopo la fine della prima guerra mondiale nella neonata Cecoslovacchia. Le Ferrovie dello Stato cecoslovacco (CSD) ordinarono nel 1919 ulteriori 119 macchine, così nel 1920, quasi tutti i costruttori cechi di locomotive venivano coinvolti nella produzione. Dal 1924 alle locomotive venne data una nuova denominazione come serie 434.1. Nel 1930 entrava in servizio l'ultima macchina, la 434.1165.
Dopo la seconda guerra mondiale rimasero nella ex Cecoslovacchia anche 34 locomotive delle BBO, che aggiunte alle precedenti portarono il totale delle macchine ceche a 199 locomotive il cui servizio di elezione fu principalmente quello relativo ai treni merci e alla manovra fino a quando iniziarono ad essere sostituite dalle locomotive diesel del gruppo T 458.1 (poi gruppo 721). La maggior parte delle locomotive fu ritirata dal servizio attivo entro il 1972. L'ultima, la 434.1181, fu tolta dal servizio attivo il 16 marzo 1976.
La produzione delle 270 interessò molte fabbriche: la Böhmisch-Mährische Maschinenfabrik, la Breitfeld & Danek, la CKD, la Adamov, la Škoda, la Wiener Neustädter Lokomotivfabrik, la Lokomotivfabrik Floridsdorf, tutte appartenenti all'ex Impero austro-ungarico dissolto.
In Polonia la classificazione PKP attribuita fu Tr 12; molte unità vennero consegnate in forma di semilavorati e assemblate dalla fabbrica di locomotive Wiener Neustadt in Polonia. La Jugoslavia le immatricolò come JDZ 25, mentre le Ferrovie dello Stato italiane le assegnarono al gruppo 728 mentre le ferrovie statali della Romania CFR 140. Le ferrovie, delle parti dell'Ungheria cedute alla Cecoslovacchia avevano macchine analoghe immatricolate come gruppo MAV 403,6 che divennero CSD 434.1.
Nel 1938 le ferrovie del Terzo Reich (DRB) inglobarono tutto il gruppo austriaco che venne riclassificato come Br 56.3401-3.500.
Dopo la seconda guerra mondiale restavano in Austria solo 25 unità e vennero riclassificate ÖBB 156. 15 di esse locomotive erano dotate di estrattori Giesl. Tali locomotive vennero ritirate dal servizio entro il 1968.
Del gruppo austriaco è stata preservata la 156.3423 (ex 270 125). La locomotiva 434.1100 (la prima unità di quelle realizzate da Škoda) è stata preservata per il museo delle locomotive Ceské dráhy, in Repubblica ceca, mentre la 434.1128 per il museo Železnice Slovenskej, nella Slovacchia.
Le ex 270 ebbero accoppiati vari tipi di tender di differente capacità e configurazione assiale; a due, tre assi o a due carrelli biassiali.

## Il gruppo 270 suddiviso in seguito allo smembramento dell'impero

### Le 270 in Austria
Alle BBÖ austriache vennero consegnate fino al 1922 100 locomotive, che mantennero la classificazione nel gruppo 270.

In seguito all'Anschluss del 1938 le locomotive entrarono a far parte del parco DRB, dove furono classificate 56.3401−3500.

Dopo la seconda guerra mondiale erano in servizio solo 25 macchine, classificate dalle ÖBB nel gruppo 156. Esse rimasero in servizio fino al 1968.

### Le 270 in Cecoslovacchia
Le ČSD ebbero una parte delle macchine ex-kkStB, e ne ordinarono altre 119 unità, costruite fino al 1930.

A partire dal 1924 le 270 vennero riclassificate nel gruppo 434.1, restando in servizio fino al 1976.

### Le 270 in Italia
Le FS ottennero 35 esemplari ex-kkStB, immatricolandole nel gruppo 728 con i numeri 728.001–035.

Dopo la seconda guerra mondiale 19 unità vennero cedute alle JŽ jugoslave e una alle ÖBB austriache. Le rimanenti rimasero in servizio fino al 1960.

### Le 270 in Jugoslavia, Polonia, Romania e Ungheria
Altre unità ex-kkStB andarono alle JŽ jugoslave (gruppo 25), alle PKP polacche (gruppo Tr12), alle CFR rumene (gruppo 140) e alle MÁV ungheresi (gruppo 403.6).